# Coppa Italia 1972-1973
La Coppa Italia 1972-1973 fu la 26ª edizione della manifestazione calcistica.
Iniziò il 27 agosto 1972 e si concluse il 1º luglio 1973. Il torneo fu vinto dal Milan, al suo terzo titolo.

## Partite

### Primo turno

#### Gruppo 1
| Squadra     | P.ti | G | V | N | P | GF | GS | DR |
| ----------- | ---- | - | - | - | - | -- | -- | -- |
| 1. Juventus | 6    | 4 | 2 | 2 | 0 | 5  | 1  | +4 |
| 2. Varese   | 5    | 4 | 1 | 3 | 0 | 4  | 3  | +1 |
| 3. Verona   | 4    | 4 | 0 | 4 | 0 | 1  | 1  | 0  |
| 4. Novara   | 3    | 4 | 1 | 1 | 2 | 3  | 3  | 0  |
| 5. Foggia   | 2    | 4 | 0 | 2 | 2 | 2  | 7  | -5 |

| Arbitro: | Lazzaroni (Milano) |

|                                          |           |  |
| Furino 41’ Capello 66’ Causio 69’ (rig.) | Marcatori |  |

| Verona 27 agosto 1972, ore 21:00 CEST 1ª giornata | Verona           | 0 – 0 referto | Varese | Stadio Marcantonio Bentegodi\| Arbitro: \| Levrero (Genova) \| |
| Arbitro:                                          | Levrero (Genova) |               |        |                                                                |

| Arbitro: | Bianchi (Firenze) |

|             |           |           |
| Zanolla 60’ | Marcatori | 82’ Luppi |

| Arbitro: | Serafino (Roma) |

|  |           |                     |
|  | Marcatori | 90+1’ (rig.) Causio |

| Torino 3 settembre 1972, ore 21:00 CEST 3ª giornata | Juventus           | 0 – 0 referto | Verona | Stadio Comunale\| Arbitro: \| Michelotti (Parma) \| |
| Arbitro:                                            | Michelotti (Parma) |               |        |                                                     |

| Arbitro: | Vannucchi (Bologna) |

|                                |           |          |
| Calloni 49’ (rig.) La Rosa 61’ | Marcatori | 90’ Enzo |

| Arbitro: | Reggiani (Bologna) |

|                    |           |  |
| Enzo 52’ Baisi 88’ | Marcatori |  |

| Arbitro: | Ciacci (Firenze) |

|           |           |              |
| Prato 10’ | Marcatori | 51’ Anastasi |

| Arbitro: | Menegali (Roma) |

|             |           |                |
| Zanolla 33’ | Marcatori | 23’ Mascheroni |

| Verona 10 settembre 1972, ore 17:00 CEST 5ª giornata | Verona          | 0 – 0 referto | Novara | Stadio Marcantonio Bentegodi\| Arbitro: \| Schena (Foggia) \| |
| Arbitro:                                             | Schena (Foggia) |               |        |                                                               |

#### Gruppo 2
| Squadra         | P.ti | G | V | N | P | GF | GS | DR |
| --------------- | ---- | - | - | - | - | -- | -- | -- |
| 1. Reggiana     | 6    | 4 | 3 | 0 | 1 | 8  | 5  | +3 |
| 2. Brescia      | 5    | 4 | 2 | 1 | 1 | 6  | 6  | 0  |
| 3. L.R. Vicenza | 4    | 4 | 1 | 2 | 1 | 6  | 5  | +1 |
| 4. Torino       | 4    | 4 | 1 | 2 | 1 | 3  | 3  | 0  |
| 5. Catania      | 1    | 4 | 0 | 1 | 3 | 2  | 6  | -4 |

| Arbitro: | Turiano (Reggio Calabria) |

|  |           |             |
|  | Marcatori | 28’ Zandoli |

| Arbitro: | Calì (Roma) |

|                                  |           |  |
| Speggiorin 14’, 42’ Vendrame 53’ | Marcatori |  |

| Arbitro: | V.Lattanzi (Roma) |

|                          |           |              |
| Marino 6’, 34’ Salvi 11’ | Marcatori | 66’ Picat Re |

| Arbitro: | Gussoni (Tradate) |

|            |           |                |
| Pulici 64’ | Marcatori | 72’ Speggiorin |

| Arbitro: | Trinchieri (Reggio Emilia) |

|                |           |             |
| Speggiorin 82’ | Marcatori | 62’ D'Amato |

| Arbitro: | Giunti (Arezzo) |

|                               |           |                       |
| Vignando 22’ (rig.) Zanon 78’ | Marcatori | 44’ (aut.) Stefanello |

| Arbitro: | Motta (Monza) |

|                                |           |              |
| Galletti 22’ Spagnolo 27’, 74’ | Marcatori | 89’ Vendrame |

| Torino 6 settembre 1972, ore 21:00 CEST 4ª giornata | Torino              | 0 – 0 referto | Brescia | Stadio Comunale\| Arbitro: \| Panzino (Catanzaro) \| |
| Arbitro:                                            | Panzino (Catanzaro) |               |         |                                                      |

| Arbitro: | Benedetti (Roma) |

|                     |           |                   |
| Salvi 19’, 27’, 29’ | Marcatori | 31’, 66’ Spagnolo |

| Arbitro: | Cantelli (Firenze) |

|  |           |                   |
|  | Marcatori | 61’ (rig.) Toschi |

#### Gruppo 3
| Squadra     | P.ti | G | V | N | P | GF | GS | DR |
| ----------- | ---- | - | - | - | - | -- | -- | -- |
| 1. Cagliari | 8    | 4 | 4 | 0 | 0 | 10 | 1  | +9 |
| 2. Arezzo   | 4    | 4 | 1 | 2 | 1 | 2  | 4  | -2 |
| 3. Perugia  | 3    | 4 | 1 | 1 | 2 | 5  | 3  | +2 |
| 4. Ascoli   | 3    | 4 | 0 | 3 | 1 | 2  | 4  | -2 |
| 5. Ternana  | 2    | 4 | 0 | 2 | 2 | 2  | 9  | -7 |

| Arbitro: | Trinchieri (Reggio Emilia) |

|              |           |  |
| Graziani 90’ | Marcatori |  |

| Arbitro: | Serafino (Roma) |

|  |           |                       |
|  | Marcatori | 31’ Brugnera 75’ Riva |

| Arbitro: | Mascali (Desenzano del Garda) |

|                |           |              |
| Bertarelli 25’ | Marcatori | 14’ Cardillo |

| Arbitro: | R.Lattanzi (Roma) |

|  |           |               |
|  | Marcatori | 31’, 81’ Riva |

| Arezzo 3 settembre 1972, ore 21:00 CEST 3ª giornata | Arezzo             | 0 – 0 referto | Ternana | Stadio Comunale\| Arbitro: \| Lazzaroni (Milano) \| |
| Arbitro:                                            | Lazzaroni (Milano) |               |         |                                                     |

| Perugia 3 settembre 1972, ore 17:00 CEST 3ª giornata | Perugia                | 0 – 0 referto | Ascoli | Stadio Santa Giuliana\| Arbitro: \| Martinelli (Catanzaro) \| |
| Arbitro:                                             | Martinelli (Catanzaro) |               |        |                                                               |

| Arbitro: | Calì (Roma) |

|                |           |                |
| Barlassina 26’ | Marcatori | 87’ Bertarelli |

| Arbitro: | Stagnoli (Bologna) |

|                                       |           |         |
| Nenè 18’ Cardillo 44’ (aut.) Riva 63’ | Marcatori | 7’ Rosa |

| Arbitro: | Bernardis (Roma) |

|                            |           |  |
| Maraschi 42’ Riva 54’, 78’ | Marcatori |  |

| Arbitro: | Barbaresco (Cormons) |

|                                                         |           |  |
| Morello 9’ Urban 12’ (rig.), 63’ Lombardi 48’ Bonci 77’ | Marcatori |  |

#### Gruppo 4
| Squadra      | P.ti | G | V | N | P | GF | GS | DR |
| ------------ | ---- | - | - | - | - | -- | -- | -- |
| 1. Inter     | 7    | 4 | 3 | 1 | 0 | 10 | 3  | +7 |
| 2. Catanzaro | 6    | 4 | 3 | 0 | 1 | 5  | 3  | +2 |
| 3. Genoa     | 3    | 4 | 1 | 1 | 2 | 5  | 6  | -1 |
| 4. Sampdoria | 3    | 4 | 0 | 3 | 1 | 3  | 4  | -1 |
| 5. Lecco     | 1    | 4 | 0 | 1 | 3 | 3  | 10 | -7 |

| Arbitro: | Prati (Parma) |

|                                    |           |                   |
| Corradi 1’ Bordon 25’ Scarrone 75’ | Marcatori | 85’ (rig.) Marchi |

| Arbitro: | Ciacci (Firenze) |

|                |           |  |
| Boninsegna 22’ | Marcatori |  |

| Arbitro: | Marino (Taranto) |

|             |           |  |
| Petrini 40’ | Marcatori |  |

| Arbitro: | Menegali (Roma) |

|                   |           |             |
| Suarez 17’ (rig.) | Marcatori | 43’ Mazzola |

| Genova 3 settembre 1972, ore 17:30 CEST 3ª giornata | Genoa             | 0 – 0 referto | Sampdoria | Stadio Luigi Ferraris\| Arbitro: \| Angonese (Mestre) \| |
| Arbitro:                                            | Angonese (Mestre) |               |           |                                                          |

| Arbitro: | Branzoni (Pavia) |

|                    |           |                                                                      |
| Giavara 10’ (rig.) | Marcatori | 12’ Boninsegna 19’ (aut.) Pomaro 66’ Facchetti 69’ Massa 79’ Mazzola |

| Arbitro: | Trono (Torino) |

|                                       |           |              |
| Facchetti 57’ Moro 68’ Boninsegna 69’ | Marcatori | 77’ Piccioni |

| Arbitro: | Gialluisi (Barletta) |

|           |           |                        |
| Salvi 29’ | Marcatori | 59’ Bonfanti 75’ Rizzo |

| Arbitro: | Frasso (Capua) |

|               |           |             |
| Rizzo 9’, 68’ | Marcatori | 40’ Corradi |

| Arbitro: | Moretto (San Donà di Piave) |

|            |           |           |
| Marchi 45’ | Marcatori | 55’ Villa |

#### Gruppo 5
| Squadra       | P.ti | G | V | N | P | GF | GS | DR |
| ------------- | ---- | - | - | - | - | -- | -- | -- |
| 1. Bologna    | 7    | 4 | 3 | 1 | 0 | 6  | 3  | +3 |
| 2. Cesena     | 5    | 4 | 2 | 1 | 1 | 9  | 2  | +7 |
| 3. Monza      | 4    | 4 | 2 | 0 | 2 | 7  | 11 | -4 |
| 4. Fiorentina | 3    | 4 | 0 | 3 | 1 | 3  | 6  | -3 |
| 5. Bari       | 1    | 4 | 0 | 1 | 3 | 2  | 5  | -3 |

| Arbitro: | Frasso (Capua) |

|  |           |            |
|  | Marcatori | 27’ Braida |

| Arbitro: | Trono (Torino) |

|  |           |                                     |
|  | Marcatori | 46’ Blasig 65’ Ballabio 85’ Fontana |

| Arbitro: | Porcelli (Lodi) |

|            |           |              |
| Braida 42’ | Marcatori | 21’ De Sisti |

| Arbitro: | Cantelli (Firenze) |

|            |           |                      |
| Blasig 41’ | Marcatori | 66’ Vieri 89’ Ghetti |

| Arbitro: | Casarin (Milano) |

|            |           |  |
| Ghetti 79’ | Marcatori |  |

| Arbitro: | R.Lattanzi (Roma) |

|                                                                      |           |  |
| Catania 16’, 27’ Braida 39’, 49’ Scala 48’, 64’ (rig.) Carnevali 71’ | Marcatori |  |

| Bari 6 settembre 1972, ore 21:00 CEST 4ª giornata | Bari                          | 0 – 0 referto | Fiorentina | Stadio della Vittoria\| Arbitro: \| Mascali (Desenzano del Garda) \| |
| Arbitro:                                          | Mascali (Desenzano del Garda) |               |            |                                                                      |

| Arbitro: | Torelli (Milano) |

|             |           |  |
| Savoldi 85’ | Marcatori |  |

| Arbitro: | Gussoni (Tradate) |

|                          |           |                  |
| De Sisti 17’ Clerici 53’ | Marcatori | 38’, 73’ Savoldi |

| Arbitro: | Prati (Parma) |

|                            |           |                          |
| Pepe 25’ Ballabio 41’, 49’ | Marcatori | 12’ Ardemagni 34’ Florio |

#### Gruppo 6
| Squadra     | P.ti | G | V | N | P | GF | GS | DR |
| ----------- | ---- | - | - | - | - | -- | -- | -- |
| 1. Atalanta | 7    | 4 | 3 | 1 | 0 | 7  | 0  | +7 |
| 2. Roma     | 7    | 4 | 3 | 1 | 0 | 7  | 2  | +5 |
| 3. Mantova  | 3    | 4 | 1 | 1 | 2 | 4  | 5  | -1 |
| 4. Como     | 2    | 4 | 0 | 2 | 2 | 2  | 5  | -3 |
| 5. Reggina  | 1    | 4 | 0 | 1 | 3 | 1  | 9  | -8 |

| Como 27 agosto 1972, ore 17:30 CEST 1ª giornata | Como               | 0 – 0 referto | Reggina | Stadio Giuseppe Sinigaglia\| Arbitro: \| Reggiani (Bologna) \| |
| Arbitro:                                        | Reggiani (Bologna) |               |         |                                                                |

| Roma 27 agosto 1972, ore 21:00 CEST 1ª giornata | Roma                        | 0 – 0 referto | Atalanta | Stadio Olimpico\| Arbitro: \| Moretto (San Donà di Piave) \| |
| Arbitro:                                        | Moretto (San Donà di Piave) |               |          |                                                              |

| Arbitro: | Branzoni (Pavia) |

|          |           |  |
| Ghio 26’ | Marcatori |  |

| Arbitro: | Barbaresco (Cormons) |

|             |           |                  |
| Cristin 89’ | Marcatori | 38’, 87’ Mujesan |

| Arbitro: | Andreoli (Padova) |

|           |           |                        |
| Marmo 79’ | Marcatori | 22’ Roveta 44’ Cristin |

| Arbitro: | Trono (Torino) |

|                                       |           |                    |
| Cappellini 16’ Morini 42’ Spadoni 79’ | Marcatori | 17’ (aut.) Liguori |

| Arbitro: | Porcelli (Lodi) |

|  |           |                |
|  | Marcatori | 51’ Pellizzaro |

| Arbitro: | Michelotti (Parma) |

|  |           |                     |
|  | Marcatori | 10’ Spadoni 74’ Bet |

| Arbitro: | Trinchieri (Reggio Emilia) |

|                                                             |           |  |
| Ghio 55’, 86’ Divina 65’ Pellizzaro 67’ Martella 73’ (aut.) | Marcatori |  |

| Arbitro: | Grassi (Savona) |

|                    |           |            |
| Panizza 41’ (aut.) | Marcatori | 28’ Caremi |

#### Gruppo 7
| Squadra     | P.ti | G | V | N | P | GF | GS | DR |
| ----------- | ---- | - | - | - | - | -- | -- | -- |
| 1. Napoli   | 7    | 4 | 3 | 1 | 0 | 6  | 1  | +5 |
| 2. Taranto  | 4    | 4 | 1 | 2 | 1 | 2  | 2  | 0  |
| 3. Palermo  | 4    | 4 | 0 | 4 | 0 | 1  | 1  | 0  |
| 4. Brindisi | 4    | 4 | 1 | 2 | 1 | 1  | 3  | -2 |
| 5. Lazio    | 1    | 4 | 0 | 1 | 3 | 1  | 4  | -3 |

| Arbitro: | Mascali (Desenzano del Garda) |

|                                              |           |  |
| Improta 23’ (rig.) Mariani 42’ Pulitelli 80’ | Marcatori |  |

| Taranto 27 agosto 1972, ore 17:30 CEST 1ª giornata | Taranto             | 0 – 0 referto | Palermo | Stadio Salinella\| Arbitro: \| Panzino (Catanzaro) \| |
| Arbitro:                                           | Panzino (Catanzaro) |               |         |                                                       |

| Arbitro: | Torelli (Milano) |

|  |           |              |
|  | Marcatori | 18’ Esposito |

| Taranto 30 agosto 1972, ore 17:30 CEST 2ª giornata | Taranto          | 0 – 0 referto | Brindisi | Stadio Salinella\| Arbitro: \| Lenardon (Siena) \| |
| Arbitro:                                           | Lenardon (Siena) |               |          |                                                    |

| Arbitro: | Monti (Ancona) |

|             |           |  |
| Zurlini 60’ | Marcatori |  |

| Palermo 3 settembre 1972, ore 17:00 CEST 3ª giornata | Palermo            | 0 – 0 referto | Lazio | Stadio La Favorita\| Arbitro: \| Carminati (Milano) \| |
| Arbitro:                                             | Carminati (Milano) |               |       |                                                        |

| Arbitro: | Lupi (Genova) |

|                  |           |  |
| Renna 72’ (rig.) | Marcatori |  |

| Arbitro: | Casarin (Milano) |

|              |           |             |
| Vallongo 14’ | Marcatori | 65’ Rimbano |

| Taranto 10 settembre 1972, ore 17:00 CEST 5ª giornata | Brindisi            | 0 – 0 referto | Palermo | Stadio Salinella \| Arbitro: \| Menicucci (Firenze) \| |
| Arbitro:                                              | Menicucci (Firenze) |               |         |                                                        |

| Arbitro: | Agnolin (Bassano del Grappa) |

|               |           |                |
| Chinaglia 70’ | Marcatori | 23’, 88’ Paina |

### Secondo turno
Le sette squadre vincitrici di ogni gruppo e il Milan, in qualità di detentore del trofeo, accedono alla seconda fase.

#### Gruppo A
| Squadra     | P.ti | G | V | N | P | GF | GS | DR |
| ----------- | ---- | - | - | - | - | -- | -- | -- |
| 1. Juventus | 9    | 6 | 3 | 3 | 0 | 12 | 8  | +4 |
| 2. Inter    | 7    | 6 | 3 | 1 | 2 | 9  | 6  | +3 |
| 3. Bologna  | 6    | 6 | 2 | 2 | 2 | 7  | 9  | -2 |
| 4. Reggiana | 2    | 6 | 0 | 2 | 4 | 4  | 9  | -5 |

| Arbitro: | Moretto (San Donà di Piave) |

|              |           |            |
| Maggiora 42’ | Marcatori | 69’ Donina |

| Arbitro: | Menegali (Roma) |

|                                     |           |  |
| Mazzola 35’ Boninsegna 70’ Moro 73’ | Marcatori |  |

| Arbitro: | Cantelli (Firenze) |

|                          |           |                           |
| Spagnolo 11’ Zandoli 58’ | Marcatori | 8’, 49’ Mazzola 20’ Massa |

| Bologna 3 giugno 1973, ore 21:00 CEST 2ª giornata | Bologna          | 0 – 0 referto | Juventus | Stadio Comunale\| Arbitro: \| Torelli (Milano) \| |
| Arbitro:                                          | Torelli (Milano) |               |          |                                                   |

| Arbitro: | Prati (Parma) |

|                        |           |                         |
| Savoldi 17’ Fedele 80’ | Marcatori | 57’ Donina 71’ Spagnolo |

| Arbitro: | Michelotti (Parma) |

|                |           |            |
| Boninsegna 64’ | Marcatori | 29’ Causio |

| Arbitro: | Casarin (Milano) |

|            |           |                   |
| Zandoli 5’ | Marcatori | 17’, 71’ Anastasi |

| Arbitro: | Toselli (Cormons) |

|             |           |  |
| Savoldi 66’ | Marcatori |  |

| Arbitro: | Calì (Roma) |

|              |           |  |
| Facchetti 9’ | Marcatori |  |

| Arbitro: | Lazzaroni (Milano) |

|                                                    |           |                                           |
| Haller 19’, 71’ (rig.) Capello 49’ Gia.Savoldi 80’ | Marcatori | 24’ Vieri 40’ (aut.) Zoff 54’ Giu.Savoldi |

| Arbitro: | Trono (Torino) |

|  |           |             |
|  | Marcatori | 22’ Landini |

| Arbitro: | Barbaresco (Cormons) |

|                                             |           |                            |
| Causio 28’ Longobucco 69’ Anastasi 86’, 90’ | Marcatori | 37’ Mazzola 41’ Boninsegna |

#### Gruppo B
| Squadra     | P.ti | G | V | N | P | GF | GS | DR |
| ----------- | ---- | - | - | - | - | -- | -- | -- |
| 1. Milan    | 10   | 6 | 5 | 0 | 1 | 7  | 1  | +6 |
| 2. Atalanta | 7    | 6 | 3 | 1 | 2 | 7  | 6  | +1 |
| 3. Napoli   | 4    | 6 | 1 | 2 | 3 | 3  | 7  | -4 |
| 4. Cagliari | 3    | 6 | 1 | 1 | 4 | 4  | 7  | -3 |

| Arbitro: | Panzino (Catanzaro) |

|  |           |                       |
|  | Marcatori | 1’ Chiarugi 15’ Bigon |

| Arbitro: | Schena (Foggia) |

|          |           |                 |
| Riva 72’ | Marcatori | 82’ (aut.) Nené |

| Arbitro: | Angonese (Mestre) |

|  |           |          |
|  | Marcatori | 65’ Riva |

| Arbitro: | Agnolin (Bassano del Grappa) |

|  |           |                             |
|  | Marcatori | 35’ Pellizzaro 74’ Musiello |

| Arbitro: | Serafino (Roma) |

|          |           |                             |
| Gori 72’ | Marcatori | 43’ Maggioni 44’ Pellizzaro |

| Arbitro: | Gialluisi (Barletta) |

|  |           |                  |
|  | Marcatori | 8’, 81’ Chiarugi |

| Arbitro: | Mascali (Desenzano del Garda) |

|                   |           |  |
| Pirola 34’ (aut.) | Marcatori |  |

| Arbitro: | Giunti (Arezzo) |

|             |           |  |
| Damiani 70’ | Marcatori |  |

| Arbitro: | R.Lattanzi (Roma) |

|  |           |            |
|  | Marcatori | 71’ Rivera |

| Arbitro: | Reggiani (Bologna) |

|                    |           |             |
| Zurlini 23’ (aut.) | Marcatori | 16’ Mariani |

| Arbitro: | Lenardon (Siena) |

|                        |           |                     |
| Carelli 40’ Pirola 79’ | Marcatori | 56’ (rig.) Niccolai |

| Arbitro: | Trinchieri (Reggio Emilia) |

|                        |           |  |
| Rivera 18’, 33’ (rig.) | Marcatori |  |

### Finale
| Squadra 1 | Risultato       | Squadra 2 |
| --------- | --------------- | --------- |
| Milan     | 1 - 1 (5-2 dcr) | Juventus  |

| Arbitro: | Angonese (Mestre) |

| |                      | |
| Benetti 50’ (rig.) | Marcatori            | 15’ Bettega |
| Schnellinger Benetti Chiarugi Biasiolo Magherini | Tiri di rigore 5 – 2 | Causio Anastasi Bettega Spinosi Cuccureddu |
| · Villiam Vecchi · 93’ Angelo Anquilletti · Giulio Zignoli · Dario Dolci · Karl-Heinz Schnellinger · 76’ Roberto Rosato · Giuseppe Sabadini · Romeo Benetti · Alberto Bigon · Giorgio Biasiolo · Luciano Chiarugi · Sostituzioni · 76’ Guido Magherini · 93’ Roberto Casone | Formazioni           | · Dino Zoff · Luciano Spinosi · Gian Pietro Marchetti · Antonello Cuccureddu · Silvio Longobucco 64’ · Sandro Salvadore · Franco Causio · Helmut Haller 98’ · Pietro Anastasi · Fabio Capello · Roberto Bettega · Sostituzioni · Giuseppe Furino 64’ · Gianluigi Savoldi 98’ |
| Nereo Rocco | Allenatori           | Čestmír Vycpálek |